# 藤原原子
藤原原子（979年？（约天元三年）—1002年9月12日（长保四年八月初三）），关白藤原道隆次女，母高阶贵子。同母姐一条天皇皇后藤原定子、同母兄藤原伊周等。为三条天皇（居贞亲王）擔任东宫时的女御，别称淑景舍女御或内御匣殿。

## 生平经历
正历4年（993年）2月22日（993年3月17日），原子与三妹（藤原道隆三女）、四妹御匣殿及表兄敦道亲王在父亲藤原道隆的宅邸东三条殿的南院举行裳着禮。长德元年（995年）元月，入侍当时的东宫居贞亲王（三條天皇），为尚侍。见宠于居贞亲王，遂封女御，因居住于内里淑景舍（京都御所），故称淑景舍女御。4个月后，藤原道隆逝世。道隆逝世后，原子一家衰落。

长保四年（1002年）8月3日，原子忽然呕血暴亡。据《荣华物语》所言，世人盛传是被居贞亲王的另一位女御藤原娍子或她的女官毒杀。

## 人物小像
在侍奉原子的姐姐藤原定子皇后的女房清少纳言所著的《枕草子》一书中，第一百〇八段《淑景舍入内为东宫妃之际》记载了原子入内后拜访姐姐定子的场面。在清少纳言眼里，原子的穿着打扮充分显露出年轻气息，始终以扇子遮面，显得与众不同，十分标志可人